# Isla de Crooked
La isla de Crooked (en inglés: Crooked Island) es una isla y de distrito del grupo de las islas Bahamas que se extiende en una laguna llamada Bahía de Acklins, de los cuales los más importantes son la Isla Crooked, en el norte y Acklins en el sureste, y entre los más pequeños están Cayo Largo o Long Cay (una vez conocido como Isla de la Fortuna o Fortune Island), en el noroeste, y la Isla Castillo (Castle Island) en el sur.
Las islas fueron colonizadas por norteamericanos leales a la Corona Británica a finales de los años 1780 que establecieron las plantaciones de algodón, y emplearon a más de 1.000 esclavos. Después de la abolición de la esclavitud en el Imperio Británico estas actividades se convirtieron en poco rentables económicamente. Los habitantes en la actualidad viven de la pesca y la agricultura en pequeña escala.
La ciudad principal del grupo es Coronel Hill (Colonel Hill) ubicada en la isla Crooked.
La población de la Isla Crooked es de 350 personas según el censo de 2000.
Se cree que la primera oficina de correos en las Bahamas fue instalada en Pitt’s Town, localidad de la Isla Crooked.
Las islas de Crooked y Acklins han sido identificadas con la isla llamada "Isabela" por Cristóbal Colón en su Primer Viaje a América.